# Ormyrus mareebensis
Ormyrus mareebensis is een vliesvleugelig insect uit de familie Ormyridae. De wetenschappelijke naam is voor het eerst geldig gepubliceerd in 2001 door Narendran.